# Старі Пічури
Старі Пічу́ри або Сіре Пяцера (рос. Старые Пичуры, ерз. Сире Пяцера) — село у складі Торбеєвського району Мордовії, Росія. Входить до складу Краснопольського сільського поселення.
Населення — 255 осіб (2010; 281 у 2002).
Національний склад станом на 2002 рік:
- мокша — 94 %